# Ghettotech
La ghettotech, ou ghetto-tech, est un genre musical de musique dance ayant émergé à Détroit, qui s'inspire de la house de Chicago, de la techno de Détroit et en moindre mesure du hip-hop.
La ghettotech présentant un tempo assez élevé (entre 140 et 175 BPM) et des textes très directs, parfois pornographiques. Descendant direct de la Miami bass inventée par les rappeurs des années 1980 en Floride, Disco D est l'inventeur du nom du mouvement. Les musiciens et groupes du genre incluent notamment DJ Assault, Mr. De', Disco D, DJ Nasty, DJ Omega, DJ Godfather, Sixfoe, et Cocky Balboa. Le label de musique Motor City Electro Company se spécialise dans ce sous-genre musical.

## Historique

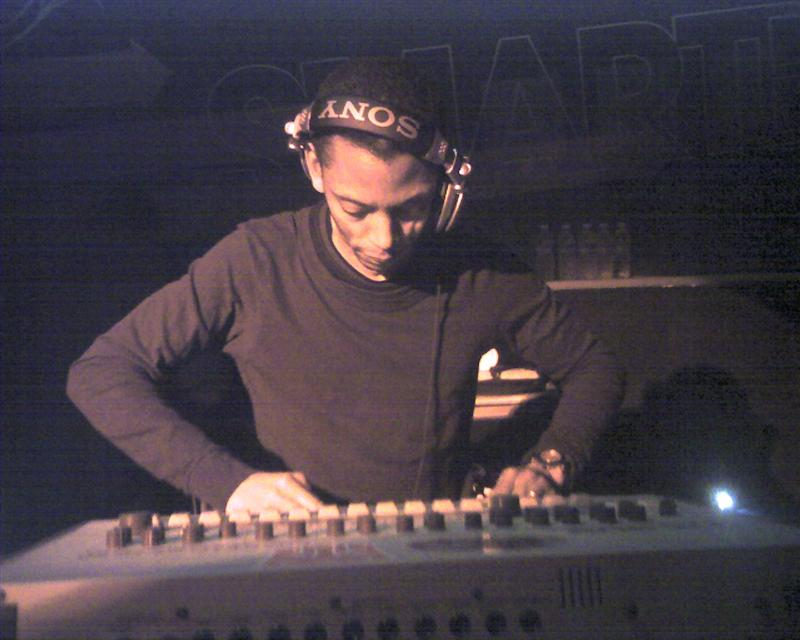
Jeff Mills "The Wizard"

### Origines
La ghettotech est originaire de Détroit dans le Michigan aux États-Unis. C'est un genre de musique populaire, d'abord porté et incarné par les classes défavorisées de la ville, et notamment écouté dans les clubs de striptease.
Le DJ Jeff Mills est crédité comme inspirateur principal du style avec les mix qu'il produit sur les radios WDRQ et WJLB sous le nom The Wizard  au cours des années 1980. Il se produit également tous les dimanches au club Nectarine Ballroom de Detroit. La ghettotech est un genre qui existe d'abord uniquement sous forme de mix radio ou de mix en club, où le DJ superpose un morceau de rap (souvent de 2 Live Crew), sur une piste d'électro-funk ou de techno, jouée en accéléré. Les DJs de Détroit allaient jusqu'à modifier leurs platines pour pouvoir augmenter le tempo jusqu'à 150-155 BPM. C'est ce mélange qui donne la ghettotech. Si Jeff Mills popularise cette manière de jouer les disques, d'autres DJs l'imiteront, comme Gary Chandler. Plus tard, des producteurs comme DJ Assault ou DJ Godfather sortiront des morceaux qui réalisent déjà ce mélange.

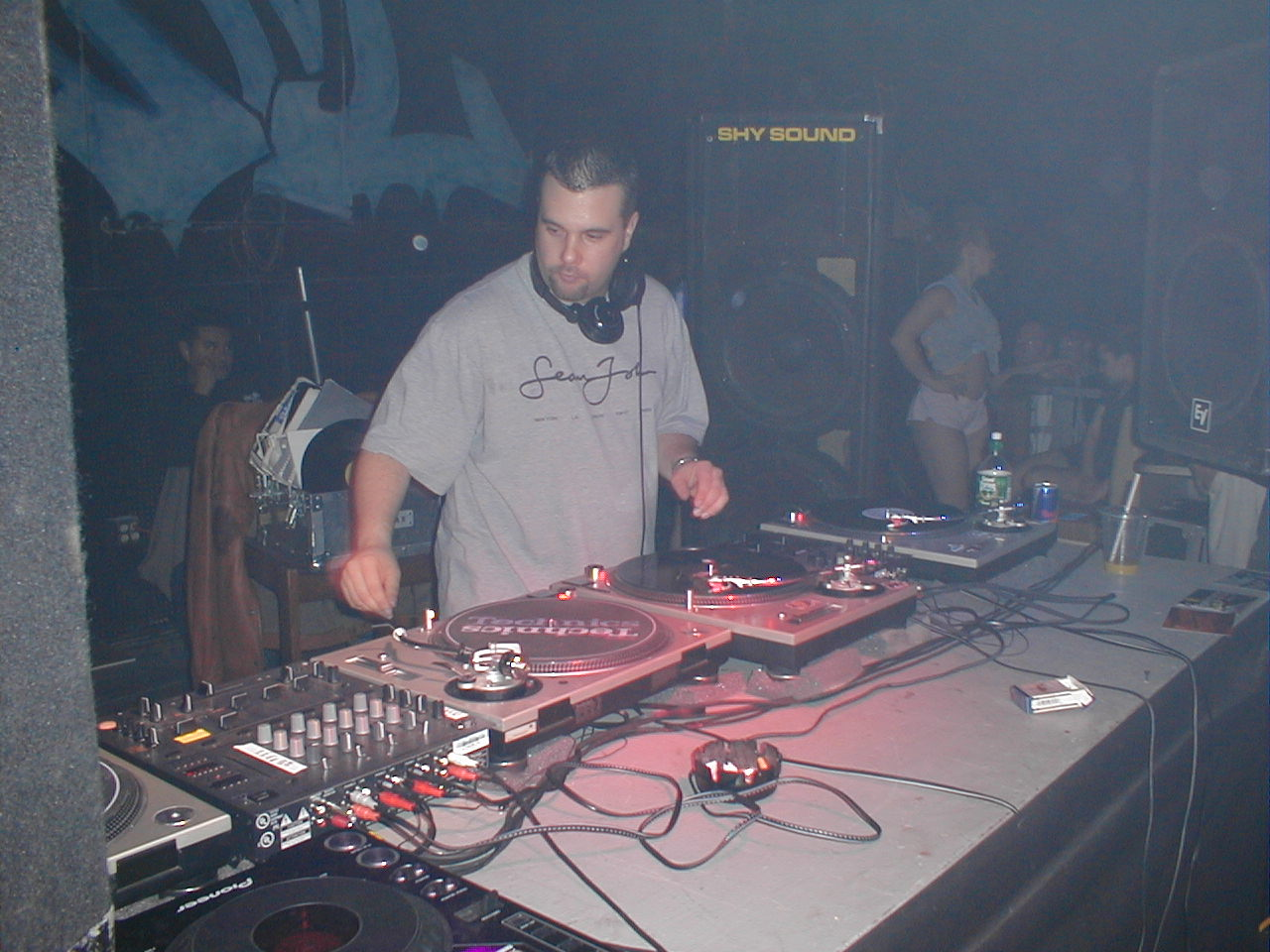
DJ Godfather

Avant d'être dénommé ghettotech, le style musical connait plusieurs noms. On le qualifie de "booty music", de "mix show music", de "tech shit", ou encore de "Jit Music". Le terme ghettotech est finalement proposé au milieu des années 1990 par le DJ Disco D et par le journaliste Hobey Echlin.
Sur la télévision locale, les émissions The Scene (1975-1987) et New Dance Show vont contribuer à populariser la musique électronique de Detroit. On y entend passer de la techno, de l'électro et de la ghettotech. Ces émissions, imaginées comme des versions locales de Soul Train, invitent un DJ à passer des disques et des danseurs à bouger dessus. New Dance Show est cités par de nombreux artistes de Detroit comme une influence, et donne même son nom à un titre de Starski and Clutch.

### Déclin
À partir de la fin des années 90 et au début des années 2000, la ghettotech baisse en popularité. Plusieurs raisons peuvent expliquer ce phénomène. D'un côté, au début des années 2000 le hip-hop et le R'n'B gagnent en popularité et remplacent la ghettotech dans les clubs et sur les ondes radio de Détroit.
Autre problème, le vivier de producteurs de ghettotech et ghettohouse est trop petit. Quand un producteur a du succès, il part en tournée et a moins le temps pour produire. Selon Rick Wade, c'est cela qui explique qu'une majorité des tubes du ghettotech ont été produits avant le milieu des années 90.
L'arrivée des sites de téléchargement illégal comme Napster a aussi fragilisé les disquaires, principaux diffuseurs de vinyles de ghettotech. Enfin, le changement de programmation des radios ont donné moins d'opportunités aux DJ locaux.
Au tournant des années 2000, les producteurs de ghettotech sont partagés entre une volonté de produire des morceaux plus proche de la scène rap (DJ Assault avec Detroit Summer en est un exemple) et des titres au tempo plus rapide. Ces morceaux, trop rapides pour une grande partie de l'audience, peinent a trouver un public.

### Renouveau
À partir de la seconde moitié des années 2010, une nouvelle vague de producteurs et DJs va s'inscrire dans le courant ghettotech. Ces artistes ne sont pas forcément originaires de Détroit et de ses environs, ce qui était le cas de la quasi-totalité des artistes ghettotech originaux. Parmi eux, on trouve l'australien Partiboi69, les européennes DJ Mell G, DJ Fuckoff, Miss Bashful, le berlinois MCR-T. Cette génération contient plus d'artistes féminines, qui jouent des codes hyper-sexualisés de la ghettotech pour en faire des hymnes d'empouvoirement. À Detroit, de nouvelles figures se démarquent, comme le groupe HiTech.

## Caractéristiques

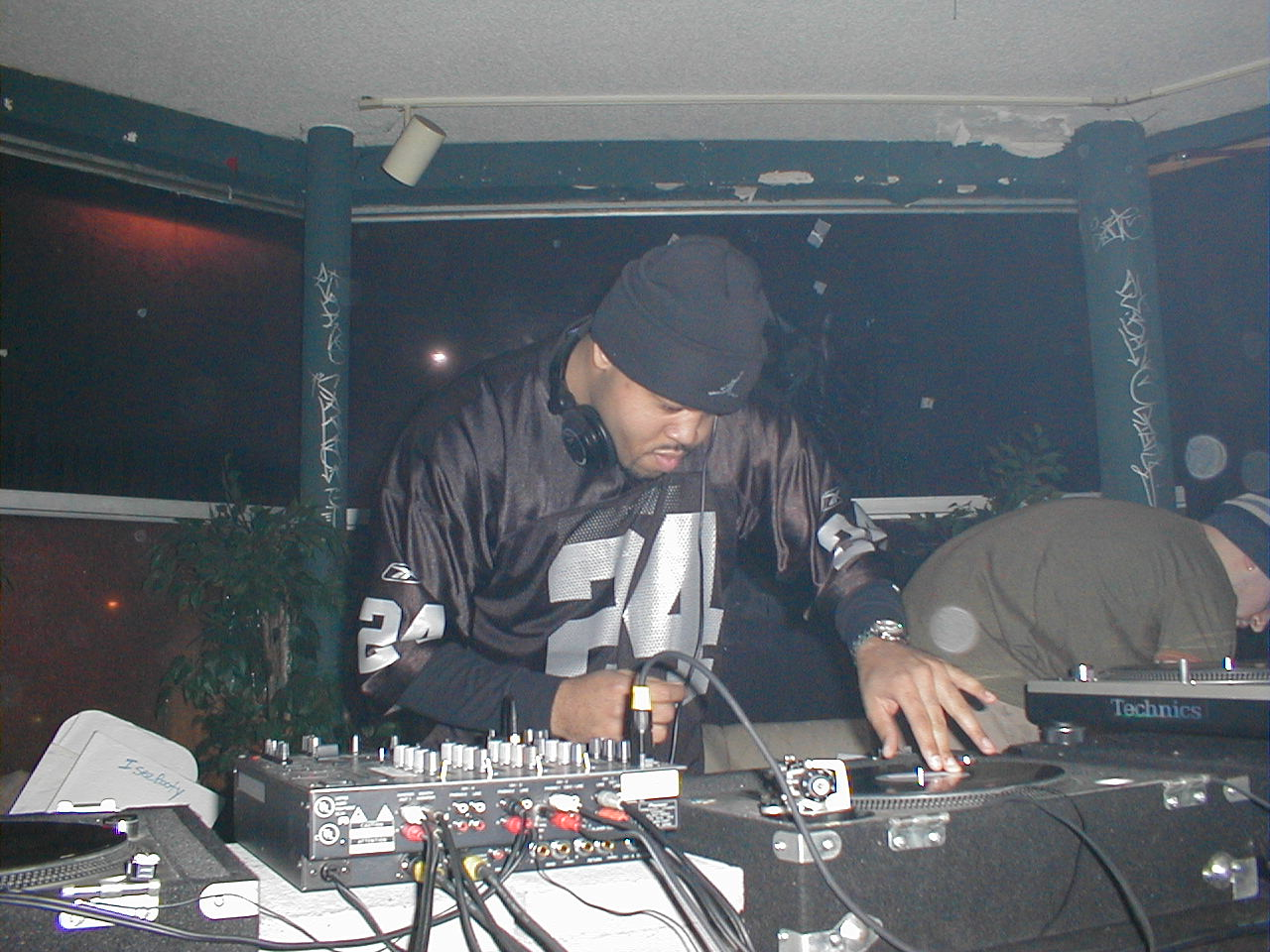
Dj Assault

La ghettotech est un genre de musique électronique assez rapide, dont le tempo se situe entre 140 et 170 BPM. Elle se construit la plupart du temps sur une rythmique 4x4 où on trouve un kick sur chaque temps (foor on the floor). Le genre s'inspire de la ghetto house de Chicago sur cet aspect là. La ghettotech contient aussi des sonorités électroniques inspirées par la techno et de l'électro de Détroit, portée par des artistes comme Cybotron ou Jeff Mills. La ghettotech n'existe pas que sous forme instrumentale, une grande partie des morceaux du genre comprennent des paroles. Les flows et les textes sont inspirés de la Miami Bass, un sous-genre du rap américain, réputé pour ses paroles lascives.
Les textes de ghettotech sont réputés pour être répétitifs, particulièrement portés sur la sexualité, et avec de nombreuses injures. Certains morceaux existent en version censurée, comme Gel and Weave version radio-friendly du morceau Ass N Titties.
Beaucoup de classiques du genre parlent de sexe et de drague. DJ Godfather souligne quant à lui qu'une grande partie de la ghettotech s'intéresse à d'autres sujets, comme les danses footwork et jit qui sont toutes les deux associées au genre. Les pochettes d'albums de ghettotech sont parfois, elles aussi, sexuellement explicites.

## France
Inspiré par le son électronique de Détroit, DJ Koyote fait son premier voyage à Détroit et Chicago en 2003, où il rencontre et se lie d'amitié avec DJ Nasty, DJ Godfather et DJ Nephets. De retour en France, où il a déjà son propre crew Family Werks avec Goon et d'autres, il organise des soirées, invitant les grands noms de la scène de Détroit en leur proposant de mixer sur des radios parisiennes. DJ Koyote et Family Werks contribuent largement à faire connaître le "booty sound", la ghettotech et la ghettohouse en Europe continentale.

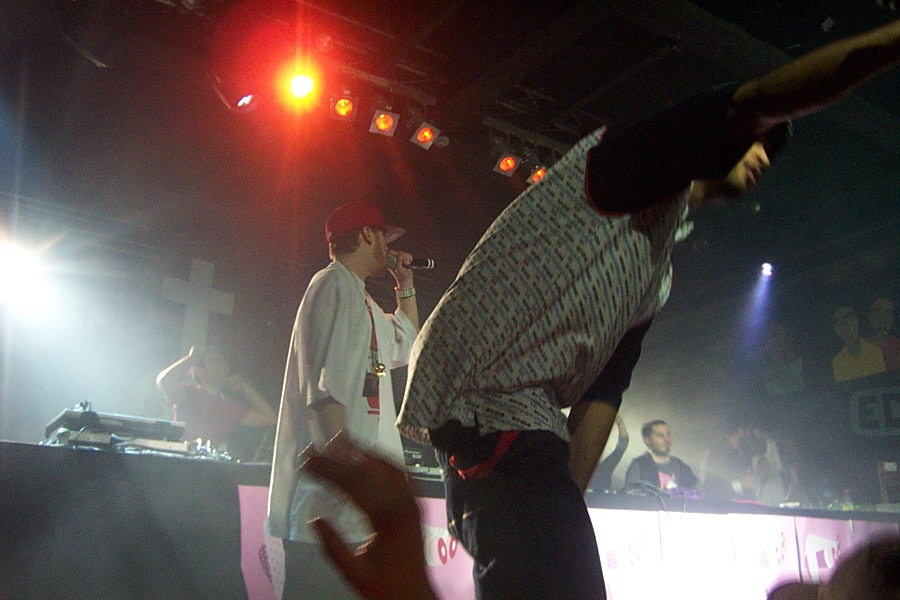
TTC

Le premier morceau de ghettotech produit en France, et en français, est probablement Pute & Mac de France Copland paru en 2002. Il influence directement le groupe TTC qui signe en 2004 Girlfriend, l'un des premiers succès ghettotech francophones. Teki Latex, membre de TTC, explique cette filiation dans Libération en 2013. Girlfriend reprend une rythmique ghettotech et s'inspire du morceau Ass n Titties de DJ Assault. Le morceau est un tube, particulièrement populaire dans les soirées étudiantes.
Le label parisien Booty Call Records met en avant la ghettotech depuis 2007, notamment avec les sorties digitales de Dj Godfather, Mr H, Kesmo, Typhonic, du mix cd Ice & Tities ou encore de la compilation La Boutique sortie en 2010. Les artistes de Booty Call Records signeront quelques morceaux ghettotech en français, comme DJ Kesmo avec Face Bas et Fesses Haut ou Kaptain Cadillac avec Coucou.
Interviewé par le magazine Trax, DJ Koyote souligne que certains morceaux de Jul (il donne en exemple La Classe et Toujours la dalle) se rapprochent de la ghettotech, au niveau du tempo et de la structure. En 2023, Kaba et Hyas publient Lick It, un morceau inspiré ghettotech/ghettohouse en collaboration avec le groupe de Détroit HiTech.